# Ортнице
Ортнице (словен. Ortnice) су насељено место у општини Козје, Савињска регија, Словенија.

## Историја
До територијалне реорганизације у Словенији биле су у саставу старе општине Шмарје при Јелшах.

## Становништво
У попису становништва из 2011. године, Ортнице су имале 32 становника.
| Број становника према пописима | Број становника према пописима | Број становника према пописима |
| ------------------------------ | ------------------------------ | ------------------------------ |
| 1991                           | 2002                           | 2011                           |
| 35                             | 25                             | 32                             |